# Friedrich Nietzsche
Friedrich Wilhelm Nietzsche (n. 15 octombrie 1844, Röcken - d. 25 august 1900, Weimar) este unul dintre cei mai importanți filosofi europeni al secolului al XIX-lea, care a exercitat o influență remarcabilă, adesea controversată, asupra gândirii filosofice  a generațiilor ce i-au urmat.

## Biografie
S-a născut într-o familie protestantă, tatăl său fiind pastor. Încă din tinerețe, este confruntat cu problema credinței în Dumnezeu și înclină mai degrabă spre ateism, fapt ce se va reflecta mai târziu în gândirea sa filosofică. Studiază filosofia la Universitatea din Leipzig. Lectura cărții lui Arthur Schopenhauer, Welt als Wille und Vorstellung ("Lumea ca voință și reprezentare"), va constitui premisa ideatică a vocației sale filosofice. În 1869, în vârstă de numai 24 de ani, este numit profesor la Universitatea din Basel și primește cetățenia elvețiană. Studiază filosofia antică greacă, în special pe reprezentanții perioadei presocratice, Heraclit și Empedocle. Din motive de sănătate, abandonează învățământul universitar și, începând din anul 1879, peregrinează între Veneția, Torino, Nisa și Engadin, în căutarea unei clime prielnice. În 1882 o cunoaște pe Lou von Salomé, pe care o cere în căsătorie, fiind însă refuzat. În același an, în timp ce se găsea la Nisa, începe să scrie lucrarea sa capitală, Also sprach Zarathustra ("Așa grăit-a Zarathustra"), care va apărea în 1885. În 1888 se mută la Torino, unde va desăvârși operele Götzen-Dämmerung ("Amurgul idolilor") și Ecce Homo. În ziua de 3 ianuarie 1889, în piața Carlo Alberto din Torino, asistând la biciuirea sălbatică și agonia unui cal în plină stradă, are prima criză de nebunie, în cursul căreia are manifestări delirante, considerându-se Dionysos sau Iisus. Este îngrijit până la sfârșitul vieții de sora sa, Elisabeth Foerster Nietzsche.

## Filosofia lui Nietzsche
Filosofia lui Nietzsche gândește reevaluarea filozofiei și artei Greciei antice din perioada istorică cea mai veche, în defavoarea clasicismului, văzut ca afirmare a viziunii raționale și, în consecință, decadent. Nietzsche identifica în tradiția greacă patru etape: 1) etapa obscură a Titanilor când lumea era indefinită; 2) etapa rațiunii echilibrate și a visării (apolinicul); 3) etapa haosului, a beției, a dezordinii, a băuturilor narcotice (dionisiacul); 4) etapa acordului între apolinic și dionisiac, unde starea de beție este limitată de o rațiune echilibrată. În special tragedia greacă (Eschil, Sofocle) a fost interpretată ca o expresie a impulsului vital care se reîntoarce asupra sa însuși, limitând ordinea și dezordinea, ambele înțelese în termeni radicali, excesivi. Nietzsche critică valorile fundamentale ale societății ultra-raționalizate în care trăia, ajungând la negarea principiilor enciclopediste ce exclud vitalismul existenței.
Conceptul de "voință de putere" joacă un rol central în gândirea lui Nietzsche, în măsura în care acesta este pentru el - în sens metafizic - un instrument pentru înțelegerea lumii: "esența cea mai intimă a existenței este voința de putere". Proiectul lui de reevaluare a conceptelor tradiționale ale metafizicii va antrena abolirea valorilor idealiste, în special ale creștinismului, dar și ale istoricilor. Voința de putere este analizată ca relație internă a unui conflict, ca structură intimă a devenirii, ca pathos fundamental, și nu numai ca dezvoltare a unei forțe. Această concepție permite depășirea omului, nu eliminarea lui, ci abandonarea vechilor idoli și a speranței într-o lume de dincolo, acceptarea vieții în ceea ce comportă ea ca aspirație spre putere. Astfel, contrar falselor interpretări ale filozofiei sale, supraomul nietzschenian nu este un om atotputernic fizic și intelectual, ci reprezintă o tendință în evoluție, așteptată și dorită de om: "Am venit să vă vestesc Supraomul. Omul este ceva ce trebuie depășit" (Așa grăit-a Zarathustra). Omul este așadar o punte între maimuța antropoidă și supraom, un element tranzitoriu în evoluție (cf. parabola acrobatului din Zarathustra).
Pornind de la premisa voinței de putere, Nietzsche dezvoltă o psihologie abisală, care pune pe prim plan lupta sau asocierea instinctelor, a impulsurilor și afectelor, conștiința nefiind decât perceperea tardivă a efectelor acestui joc al forțelor subconștiente. Nietzsche face distincție între morala celor slabi și cea a celor puternici. Astfel, în concepția lui, mila, altruismul, toate valorile umanitare sunt de fapt valori prin care omul se neagă pe el însuși pentru a-și da aparența unei frumuseți morale și a se convinge de propria-i superioritate.
Nietzsche a dorit să restructureze societatea criticând aspectele culturii moderne, ale filosofiei oficiale universitare, negând ideile de civilizație și acelea ale democrației. Pentru el, doar arta este singurul factor care justifică viața. În Die Geburt der Tragödie („Nașterea tragediei”), opune și asociază figurile dionisiace și cele apollinice, ambele născute din beția simțurilor. Prima este o beție a descărcării de energie, a doua o beție pur vizuală. În consecință, Nietzsche adaugă o a treia formă: forța voluntară care se manifestă în arhitectură.
Nietzsche este cel care a spus că Dumnezeu e mort. Idee care a primit două interpretări majore: prima susține faptul ca Nietzsche vorbește despre moartea Dumnezeului creștinilor, iar a doua interpretare vorbește despre moartea Dumnezeului filosofilor (el prevăzuse agonia metafizicii odată cu manifestarea spiritului rațional socratic care a distrus principiile omului dionisiac ce urmărea extazul prin beție, concupiscența și alte forme de manifestări extatice obținute prin exacerbarea simțurilor).
Nietzsche este considerat un filosof vitalist. El propovăduiește toate virtuțile omului sănătos, ale omului plin de vigoare, ale omului stăpân pe instinctele sale, ale omului care știe să susțină pe umerii săi libertatea. Ca o ironie a celor susținute, Nietzsche a fost toată viața sa un om bolnav. Motivul principal pentru care el renunță la cariera universitară este boala sa care se înrăutățise.
Se spune că precursorul lui Nietzsche ar fi fost Schopenhauer, care prin lucrarea Lumea ca voință și reprezentare îl determină pe Nietzsche să "îndrepte" conceptul de voință, alăturându-l puterii care devine esențială în afirmarea individului. După o interpretare a lui Constantin Noica. Heidegger ar duce conceptul mai departe vorbind despre voința ca voință.

## Muzică și despre muzică – Nietzsche
Încă de mic copil, Nietzsche găsește în muzică un refugiu, o împăcare. Ca prim impuls către muzică, observăm influența celor doi prieteni ai săi din Naumburg. Un mijloc de dezvoltare este pianul pe care îl primește de la mama sa. Friedrich primește lecții de pian și la 9 ani începe să compună și să scrie poezii. După prima compoziție, Nietzsche se axează pe studierea titanilor: Mozart, Haydn, Beethoven, Schubert, Mendelssohn-Bartholdy, Bach și Haendel.
În perioada adolescenței, la 14 ani, Nietzsche obține un loc în internatul umanist de la Pforta, un institut pedagogic ce dorea educarea complexă și completă a copiilor și modelarea caracterelor prin muncă și disciplină. Rămâne aici timp de 6 ani, timp în care Nietzsche începe să cunoască singurătatea datorită educației severe și a legilor stricte. În timpul petrecut în acest internat, Friedrich scrie un poem simfonic, Ermanarich, scris pentru patru mâini. Lucrarea se va transforma într-o simfonie și chiar într-o operă, fără ca vreuna să fie finalizată. Nietzsche, între timp, mai compune lieduri, piese pentru două și patru mâini pentru pian, 12 lieduri pe versurile lui Puskin, Chamisso și Petöfi, Schițe ungare pentru pian, Două dansuri poloneze pentru pian, O Noapte de Anul Nou. Muzica ca frumos existent cât și pasiunea asupra ei, îl face pe Nietzsche să continue să compună muzică și să scrie despre muzică. Producția muzicală a lui Nietzsche nu e foarte bogată și ocupă intervalul dintre 1862 și 1889 (anul în care sănătatea mentală începe să i se deterioreze grav și ireversibil). Ea cuprinde, printre altele, 15 lieduri, 9 piese pentru piano solo, una pentru cor și orchestră, mai multe bucăți pentru pian la patru mâini. S-au păstrat și schițele altor compoziții, rămase neterminate. Nedispunând de o pregătire muzicală sistematică, autorul scria lăsându-se condus mai degrabă de spontaneitate decât de principii ale compoziției. Această caracteristică pare strâns legată de caracterul ocazional al unora din lucrări. De exemplu Cosimei Wagner (soția lui Richard Wagner) i se dedică piesa pentru vioară sau pian Eine Sylvesternacht (subintitulată „Poem simfonic”), iar cu prilejul căsătoriei prietenilor săi Olga Herzen și Gabriel Monod îi cadorisește cu Monodie à deux pentru două piane.
Dacă lucrările muzicale ale lui Nietzsche sunt elaborate sau spontane, ocazionale sau nu, e desigur interesant ca detaliu anecdotic. În definitiv, dacă un pictor avea pasiunea cântatului la vioară, de ce nu i s-ar permite și filozofului să compună? Mai important e poate dacă sunt sau nu compoziții valoroase. În această direcție, contemporanul lui Nietzsche, muzicianul Hans von Bülow găsea câte ceva bun de spus despre producțiile muzicale ale acestuia.[1]
Nitzsche a fost influențat de titanul Wagner, nu numai din punct de vedere al filosofului ci și din punctul de vedere al muzicianului. Influența, însă, nu a dispărut după moartea lui Wagner, ci a continuat și după aceasta, ca model negativ asupra oricărui fel de gândire. În schimb, modelul pozitiv este Beethoven, cel care a îndrăznit să scrie la sfârșitul vieții sale fantastica Odă a bucuriei, adresându-se omenirii. Această lucrare este un minunat exemplu pentru Nietzsche, care și el se adresează aceleiași omeniri prin lucrările Imn prieteniei și Rugăciune pentru viață.
Contribuțiile lui Nietzsche ca compozitor au legătură cu ceea ce se petrecea în creația muzicală la mijlocul și în cea de-a doua jumătate a secolului XIX. Câteva momente și fenomene muzicale semnificative din acea perioadă sun: Liszt și poemul simfonic ca gen al muzicii cu program; lied-ul strofic cultivat de Brahms și alții; Liszt și școala de la Weimar legată de creația wagneriană, în contrast cu centrul de la Leipzig, reprezentat de Mendelssohn și susținut de Robert Schumann.
În acest context s-ar situa și creația lui Nietzsche, cea pianistică și liedurile, dar și măsura în care Also sprach Zarathustra este poem simfonic. Între liedul Die junge Fischerin a lui Nietzsche și liedul Loreley a lui Liszt, putem observa oarecare asemănare, având anumite elemente comune. Aici regăsim legătura compozițiilor lui Nietzsche cu forma aforistică a scrierilor sale, cu tendințe către concizie și concentrare asupra elementelor contradictorii, chiar parodice.
Muzica pe care Nietzsche o scrie reprezintă sensibilitatea sufletului său dar și a gândirii sale. S-a spus despre compozitorul Nietzsche că ar fi fost influențat de o multitudine de compozitori (Berlioz, Schumann, Mahler, Liszt) însă niciodată de Richard Wagner; incontestabilă această idee deoarece audițiile creației lui Wagner în perioada tinereții l-au marcat pe muzicianul Nietzsche. Luându-ne după scrierile sale filosofice, găsim personalitatea sa puternică care a ajuns să nu se plece nimănui. Acesta a compus pentru că a simțit că asta vrea și că asta trebuie să facă.
Muzica sa este deasupra conveniențelor și legilor, exprimându-se în muzică la fel ca în cuvinte. Diferența sesizabilă dintre cele două exprimări este dată de măiestria cu care a mânuit cele două limbaje. 
Prin muzică, Nietzsche a descris o toamnă însorită și colorată, O Noapte de Anul Nou, frământările lui Manfred, forța  credinței în Dumnezeu, în prietenie, în viață. Prin muzică, Nietzsche și-a spus propria poveste, muzica ajutându-l în cele mai grele momente. Chiar în perioada în care boala a pus stăpânire pe el și exprimarea prin cuvinte nu i-a mai fost la îndemână, muzica încă îi era coerentă și încă prezentă în sufletul său.
[1] Cristina Maria Sârbu, Nietzsche și muzica , p. 45

## Falsificarea moștenirii lui Nietzsche
Filosofia lui Nietzsche a avut o influență considerabilă asupra culturii secolului al XX-lea și a unor reprezentanți ai ei: Thomas Mann, André Gide, Hermann Hesse, Sigmund Freud, Martin Heidegger sau Emil Cioran. În anii '20, opera lui Nietzsche a fost revendicată de nazismul german și de fascismul italian, interpretându-se în mod barbar ideea de "voință de putere" în sprijinul doctrinei totalitare. La aceasta a contribuit și sora lui Nietzsche, Elisabeth Forster, nazistă înverșunată și admiratoare a lui Hitler, care a falsificat unele texte pentru a le utiliza fără scrupule în construirea unei ideologii străine de gândirea filosofului. Unele dintre aceste false interpretări persistă și în zilele noastre.

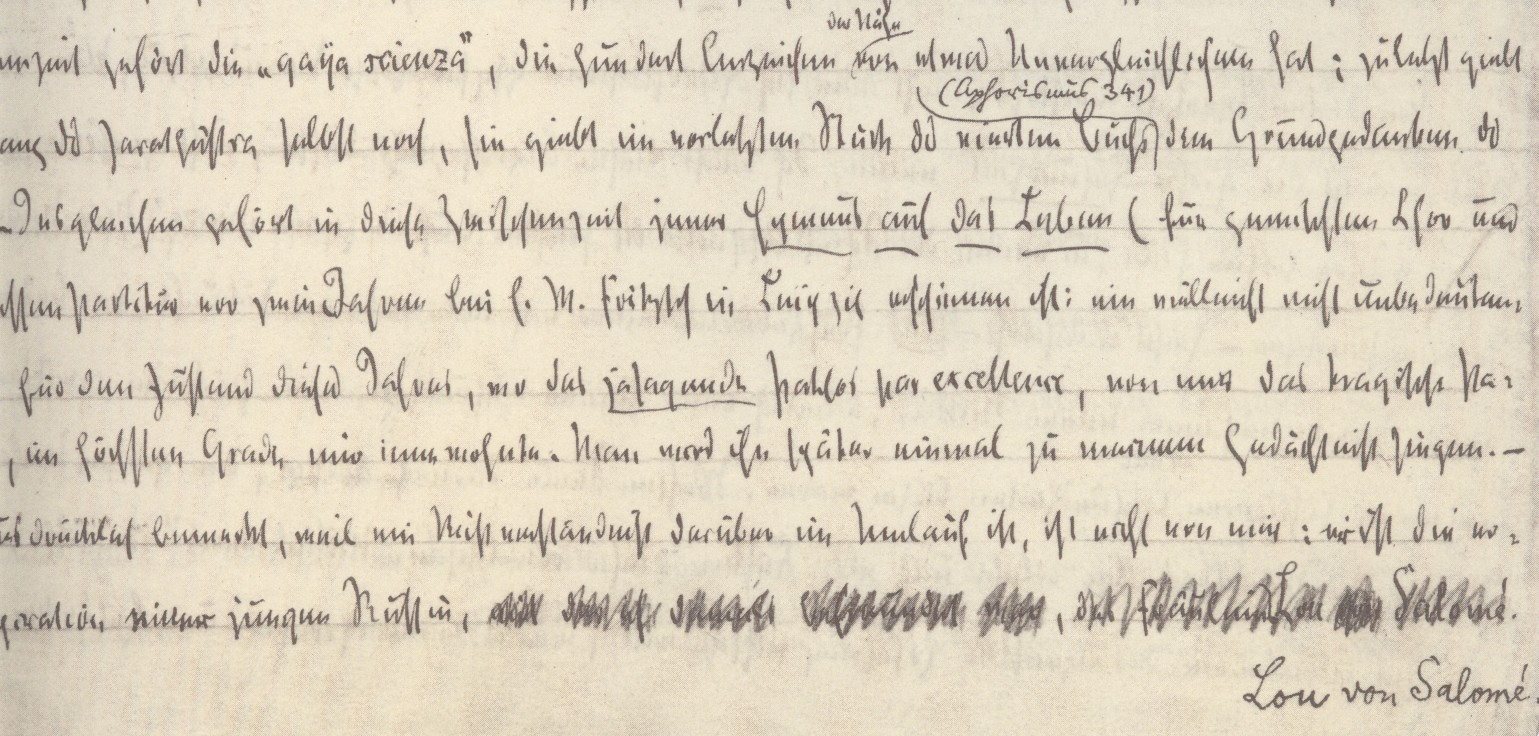
În afară de erorile de transcriere și de atribuire, manuscrisele lui Nietzsche au fost supuse și unor falsificări directe: pe această pagină din Ecce Homo se pot vedea modificări făcute de Peter Gast.

După «Nietzsche-Lexicon» editat de Prof. Cristian Niemeyer (2009), cu participarea a 150 de cercetători specialiști în filozofia lui Nietzsche, sora sa, Elisabeth Forster a măsluit masiv și sistematic opera marelui filosof. Schimbările introduse de Elisabeth Forster au fost caracterizate în respectivul lexicon drept „scandaloase și criminale” (Cristian Niemeyer). Dintre 505 scrisori ale lui Nietzsche publicate postum în 1909, numai 60 au fost găsite originale, 32 au fost reconcepute total și la multe altele s-au făcut adnotări, completări, eliminări și schimbări de cuvinte și fraze în scopul de a-l prezenta pe filosof ca un promotor al nazismului, xenofob, antisemit, cu vederi de extremă dreaptă, în profundă contradicție cu ideile lui Nietzsche și în concordanță cu propriile ei vederi. Ideologii naziști s-au grăbit să preia și să se împăuneze cu filosofia falsificată a lui Nietzsche.
Un exemplu: în cartea sa „Dincolo de bine și de rău” fraza care se referea la antisemitism „Nu am nimic comun cu un om care ia parte la această înșelătorie abjectă” a fost anulată de sora autorului.
Elisabeth Forster și soțul și tovarășul ei de idei au creat în jungla paraguayană o comună germană-ariană, «Nueva Germania» („Germania Nouă”), dar soțul s-a sinucis și ea s-a întors în Germania în urma prăbușirii fratelui său. La funeraliile Elisabethei, care a murit în 1935 a participat și Hitler, personal.
Nietzsche este considerat precursorul curentului postmodernist prin ideea ca nu există un centru de la care se revendică toate valorile general umane. El este autorul care sparge conceptul de dogmă, înțeleasă ca limita dincolo de care nu se mai poate trasa niciun orizont. Fărâmițarea valorilor prin filiera nietzscheană s-a impus ca un concept major în curentul postmodernist.

## Opera filozofică (selectiv)
- Fatum und Geschichte, 1862 ("Destin și istorie")
- Willensfreiheit und Fatum, 1862 ("Libertatea voinței și destinul")
- Homer und die klassische Philologie, 1868 ("Homer și filologia clasică")
- Die Geburt der Tragödie, 1872 ("Nașterea tragediei")
- Unzeitgemässe Betrachtungen, 1876 ("Considerații inactuale")
- Menschliches, Allzumenschliches: Ein Buch für freie Geister, 1878 ("Omenesc, prea omenesc: O carte pentru spiritele libere")
- Morgenröte, 1881 ("Aurora")
- Die fröhliche Wissenschaft, 1882 ("Știința veselă")
- Also sprach Zarathustra, 1885 ("Așa grăit-a Zarathustra")
- Jenseits von Gut und Böse, 1886 ("Dincolo de bine și rău")
- Zur Genealogie der Moral, 1887 ("Genealogia moralei")
- Götzen-Dämmerung, 1888 ("Amurgul idolilor")
- Der Antichrist, 1888 ("Anticristul")
- Ecce Homo, 1888
- Voința de putere, 1906 (postum)

## Traduceri în limba română
- A doua considerație inoportună. Despre folosul și neajunsurile istoriei pentru viață, traducere de Amelia Pavel,  București, Editura Ararat, 1994
- Aforisme. Scrisori, traducere de Amelia Pavel,  București, Editura Humanitas, 1992 (reed. 2001, 2007)
- Amurgul idolilor, traducere de Vasile Frăteanu și Camelia Tudor, note de Vasile Frăteanu, Cluj, Editura Eta, 1993
- Amurgul idolilor sau Cum se filozofează cu ciocanul, traducere de Dinu Grama, București, Editura Antet, 1993 (reed. 2003)
- Amurgul idolilor sau Cum se filozofează cu ciocanul, traducere de Alexandru Al. Șahighian, București, Editura Humanitas, 2001 (reed. 2005, 2007)
- Antichristul, traducere de George B. Rareș, Cluj, Editura Eta, 1991
- Antichristul, traducere, note și postfață de Vasile Muscă, Cluj, Biblioteca „Apostrof”, 1996 (reed. 1998, 2003)
- Așa grăit-a Zarathustra. O carte pentru toți și pentru nimeni, versiune românească de Victoria Ana Tăușan, București, Editura Edinter, 1991
- Așa grăit-a Zarathustra. O carte pentru toți și nici unul, traducere de Ștefan Aug. Doinaș, București, Editura Humanitas, 1994 (reed. 1997, 2000)
- Așa grăit-a Zarathustra, traducere de George Emil Bottez, București, Editura Antet, 2009
- Călătorul și umbra sa. Omenesc, prea omenesc, traducere de Otilia-Ioana Petre, București, Editura Antet, 1996
- Cazul Wagner, traducere de Alexandru Leahu, București, Editura Muzicală, 1983 (ediție revăzută, Editura Humanitas, 2004, 2008)
- Despre genealogia moralei. O scriere polemică adaugată recentei „Dincolo de bine și de rău” spre împlinire și înțelegere, traducere de Janina Ianoși și Horia Stanca, postfață de Ion Ianoși, Cluj, Editura Echinox, 1993
- Dincolo de bine și de rău. Preludiu la o filozofie a viitorului, traducere de Francisc Grünberg, București, Editura Humanitas, 1992 (ediție revăzută, 2006)
- Dincolo de bine și de rău, traducere de Francisc Grünberg, București, Editura Universitas, 1998
- Dincolo de bine și de rău. Preludiu la o filosofie a viitorului, traducere de Victor Scoradeț, București, Editura Ideea Europeană, 2016
- Ecce homo, traducere de Mircea Ivănescu, Cluj, Editura Dacia, 1994 (reed. 1999)
- Ecce homo: cum devii ceea ce ești, traducere de Liana Micescu, București, Editura Centaurus, 1991
- Ecce homo. Cum devii ceea ce ești, traducere, studiu introductiv și note de Vasile Muscă, Editura Ideea Europeană, 2016;
- Genealogia moralei, traducere din germană de Darie Lăzărescu, preambul de Harald Hoffding, Editura Mediarex, 1996
- Genealogia moralei: o scriere polemică, traducere din germană de Liana Micescu, traducerea textelor din latină și greacă Traian Costa, ediția a II-a, București, Editura Humanitas, 2006
- Nașterea filosofiei în epoca tragediei grecești, traducere de Mircea Ivănescu, Cluj, Editura Dacia, 1992 (reed. 1998, 2002)
- Noi, filologii, traducere, studiu introductiv și note de Vasile Muscă, Editura Ideea Europeană, 2017;
- Opere complete. Ediție critică științifică în 15 volume de Giorgio Colli și Mazzino Montinari, traducere de Simion Dănilă, vol. I-VI, Timișoara, Editura Hestia, 1998-2005 
  - (Vol. I, Poezia, 1998. Vol. II, Nașterea tragediei. Considerații inactuale I-IV. Scrieri postume, 1998. Vol. III, Omenesc, prea omenesc, 1999. Vol. IV, Aurora. Idile din Messina. Știința veselă, 2001. Vol. V, Așa grăit-a Zarathustra, 2004. Vol. VI, Dincolo de bine și de rău, 2005)
- Poezii,  traducere de Simion Dănilă, București, Editura Univers, 1980
- Știința voioasă. Genealogia moralei. Amurgul idolilor,  traducere de Liana Micescu și Alexandru Al. Șahighian, traducerea versurilor de Simion Dănilă, București, Editura Humanitas, 1994
- Știința voioasă („la gaya scienza”), traducere de Liana Micescu, traducerea versurilor de Simion Dănilă, ediția a II-a, București, Editura Humanitas, 2006;
- Genealogia moralei, traducere de Janina Ianoși și Horia Stanca, prefață de Ion Ianoși, Editura Contemporanul, 2016;
- Voința de putere: încercare de transmutare a tuturor valorilor (fragmente postume), traducere de Claudiu Baciu, Oradea, Editura Aion, 1999